# Isla de patogenicidad
Una isla de patogenicidad es una fracción del ADN genómico de un microorganismo patógeno que le faculta como virulento. Suele estar contenido en plásmidos, y su origen es una transferencia horizontal de material genético. Suele albergar las secuencias codificantes de adhesinas, factores de evasión de las defensas del hospedador, toxinas, enzimas degradativas de componentes celulares, etc.
- Datos: Q5196163